# Dillerbach
Der Dillerbach ist ein knapp 101⁄2 Kilometer langer, orografisch rechter Nebenfluss des Kyrbach im rheinland-pfälzischen Rhein-Hunsrück-Kreis. Der Bach wechselt im gesamten Verlauf mehrfach den Namen, wird von der Wasserwirtschaftsverwaltung Rheinland-Pfalz als Dillerbach mit der Fließgewässerkennziffer 254246 geführt.

## Name
Der Name leitet sich von mhd. dille für 'Diele, Brett, Vorrichtung zum Schalten des Wassers' ab. Der Bach wurde demnach nach einer Schalvorrichtung benannt.

## Geographie
Der Bach entspringt bei Lautzenhausen auf einer Höhe von 463 m ü. NN. Von hier aus fließt er in östliche Richtungen ab und durchfließt Sohren. Unterhalb von Sohren wird der Bach als Grundbach verzeichnet. Weiter nach Osten fließend passiert der Bach Niedersohren. Mit der Mündung des Unterbach beim Niedersohrenerhof wird der Bach Dillerbach genannt. Hier wendet er seinen Lauf nach Süden. Etwa einen Kilometer unterhalb von Niedersohrenerhof mündet der Siehlbach, bevor der Bach Dill erreicht. Die auf einem Bergsporn gelegene Ortschaft umfließt der Dillerbach in einer Schleife am westlichen Ortsrand. Südlich von Dill wendet sich der Bach wieder nach Osten und mündet etwa 2,5 Kilometer flussabwärts als Sohrbach in den Kyrbach. Die Mündung liegt auf 332 m ü. NN.
Auf seinem 10,46 Kilometer langen Weg überwindet der Dillerbach einen Höhenunterschied von 131 Metern, was einem mittleren Sohlgefälle von 12,5 ‰ entspricht. Er entwässert ein 27,618 km² großes Einzugsgebiet über Kyrbach, Hahnenbach, Nahe und Rhein zur Nordsee.

## Gewässerzustand
Der Dillerbach zählt zu den grobmaterialreichen, silikatischen Mittelgebirgsbächen (Typ 5). Seine Gewässerstrukturgüte wird für den Ober und Mittellauf bis Dill überwiegend mit sehr stark verändert angegeben. Im Unterlauf ist die Struktur mit deutlich bis stark verändert etwas besser eingestuft. Die Gewässergüte wird im Oberlauf bis Niedersohren mit kritisch belastet, ab Niedersohren bis zur Mündung mit mäßig belastet angegeben.

## Flora und Fauna
Der Sohrbach fließt zwischen Dill und der Mündung durch extensiv genutzten Talwiesen, am Ufer stehen vor allem Weiden und Erlen, die heute kaum noch wirtschaftlich genutzt werden. Graureiher und Stockenten sind die häufigsten Wasservögel im Bachtal.